# Chlumetia albiapicata
Chlumetia albiapicata là một loài bướm đêm trong họ Noctuidae.